# 舟橋村立図書館
舟橋村立図書館（ふなはしそんりつとしょかん）は、富山県中新川郡舟橋村竹内にある公立図書館である。

## 概要
全国でも珍しい駅舎（越中舟橋駅）を併設した図書館であり、駅の利用客が図書館を利用していることから、村民一人当たりに換算した貸出冊数が日本一となっている。
また、2階には立山舟橋商工会舟橋支所がある。
建物は敷地面積1,315.71 m2、建築面積741.04 m2、延床面積1,518.91m2。鉄筋コンクリート造り3階建て、事業費601,932,000円（うち補助金40,000,000万円、村債274,700,000円、一般財源294,432,000円）。

## 沿革
1980年（昭和55年）3月、舟橋村総合計画で図書館施設の開設が謳われ、1981年（昭和56年）6月、図書館設置条例が制定されると共に、舟橋村役場庁舎2階の一室（67 m2）を利用して土曜午後のみ開館の図書館が開設された。当初の図書館は36席で、貸出図書は146冊のみであった。1996年度では蔵書数は5,729冊、年間貸出数は144冊であった。また、1992年（平成4年）からは第二土曜日のみ9時から開館となった。
その後、無人駅化が検討されていた越中舟橋駅を図書館へ移設の駅にすることが決定し、1998年（平成10年）4月1日にオープンした。開館当初は、北陸で唯一の鉄道駅併設の図書館であった

## 利用案内

### 開館時間と休館日
- 開館時間　　
  - 平日　午前10時 - 午後7時（ただし、11月 - 3月は午後6時まで）
  - 土日　午前10時 - 午後5時
- 休館日
  - 月曜日
  - 国民の祝日
  - 年末年始（12月28日 - 1月4日）
  - 毎月最終木曜日（館内整理日）
  - 蔵書点検期間

### 貸出
本を借りるには利用カードが必要なため、はじめて利用する方はカウンターで身分を証明できるものを提示して登録手続きを行う必要がある。またインターネットで蔵書検索ができる。
借りることのできる点数、期間は以下のとおり。
| 種別                 | 貸出点数 | 貸出期間 |
| -------------------- | -------- | -------- |
| 図書（マンガを含む） | 5冊      | 14日     |
| 紙芝居               | 3冊      | 14日     |
| 雑誌                 | 2冊      | 7日      |
| ビデオ・CD           | 各1点    | 7日      |

## その他
2001年（平成13年）1月、うるおい環境とやま賞に選定された。
2009年（平成21年）4月23日、子どもの読書活動優秀実践図書館として文部科学大臣表彰を受賞した。

### カモシカとしょかん
2008年（平成20年）7月3日にニホンカモシカが侵入するという騒動があり、全国ニュースになった。この騒動を司書係長が絵本にしたいと考えたが、ハードカバーでの出版は村の財政状況から断念。しかし、2009年度予算で冊子「カモシカとしょかん」（仮題）を200部出版するめどがたち出来上がった冊子は富山県内の図書館や村内の学校等に配布される予定であった。
その後、2009年度当初予算案の発表後に全国から約30件の購入希望が寄せられたことからハードタイプの絵本を製作することにし105万円の補正予算を計上した。タイトルも「カモシカとしょかん」に確定し、B5判で1,000冊発行する。作話は富山県児童文学協会の魚瀬ゆう子、絵は富山新聞文化センター高岡教室講師の版画家で水上悦子である。
騒動から1年目の2009年（平成21年）7月3日に絵本『カモシカとしょかん』（桂書房、文：魚瀬ゆう子、絵：水上悦子）が出版された。